# 奉重根
奉 重根（ポン・ジュングン、韓国語：봉중근、1980年7月15日 - ）は、大韓民国ソウル特別市出身の元プロ野球選手（投手）。左投げ左打ち。2008年北京オリンピック 野球金メダリスト。

## 経歴

### アマチュア時代
高校1年生の時からKBOのスカウトに目を付けられていた。投手ながら高い打撃力も持ち併せ、フィールディングも一流の5ツールプレイヤーだった。投球でも抜群の制球力と球威を武器に打者を圧倒した。
1997年、2年生の5月には自身の活躍もあって、全国選手権に出場。選手権でもその実力は遺憾なく発揮され、投手として最多勝、打者として最多打点を挙げ、打率も.668と驚異的な数字を残し、トーナメントMVPに満場一致で選出された。8月にはカナダで開催されたAAA世界野球選手権大会に韓国代表として出場。投球成績は大会通じて4本塁打を打たれるなど結果を残せなかったが、打者としては打率.500・4本塁打・14打点を記録し、外野手として大会ベストナインに選出された。

### メジャー時代
高校卒業後、1998年にアマチュアFAとしてアトランタ・ブレーブスとマイナー契約。
3年間のマイナー暮らしを経て、2002年4月23日、谷間の先発でメジャーリーグデビューを果たした。しかし、デビュー戦の相手が当時全盛期だったカート・シリングで、結局6イニング5失点で敗戦投手になり、それきりで再びマイナーリーグに戻される。
2003年には、メジャーに再昇格して主に中継ぎとして44試合に登板し、メジャー初勝利を含む6勝を挙げた。2004年にシンシナティ・レッズに移籍したものの、同年は3試合登板したのみで以後はマイナー暮らしが続く。
2005年8月3日、リハビリ中に滞在していたフロリダ州のモーテルで女性への暴行容疑で逮捕された。
2006年第1回WBC韓国代表に選ばれ、リリーフとして登板した全試合で無失点に抑え活躍した。さらにこの大会でチームがベスト4まで進出したため、特例で兵役を免除されている。シーズンでは一度もメジャー昇格のないまま、5月12日にレッズを解雇となった。

### LGツインズ時代
その後韓国にいる父親の看病のため、韓国プロ野球でのプレーを希望し、2006年一次ドラフトで指名を受けLGツインズに入団。韓国プロ野球を経験せずに海外プロ野球に進出した選手に対する規定が適用され、2006年シーズンは二軍戦出場のみで一軍公式戦の試合に出場するのは2007年シーズンからとなった。
2007年シーズンは5月まで好投を見せたが、以後不振に陥った。シーズン途中に二軍落ちも経験するなどして6勝7敗、防御率5.32という物足りない成績でシーズンを終了。当初の期待とは程遠い内容だった。このため、シーズンオフの契約更改では年俸3億5千万ウォンから1億ウォンが削減され、2億5000万ウォンになった。
2008年シーズンは、前年とは見違えるような好投を続け、クリス・オクスプリングと共に最下位に沈んだチームで奮闘した。リーグ最多のイニング数に加え、防御率もリーグ3位の2.66を記録。そのおかげで翌年の年俸も3億6000万ウォンに回復した。
また同年には、チームで唯一北京オリンピック野球韓国代表にも選ばれている。北京オリンピックでは、初戦の対アメリカ合衆国戦と対チャイニーズタイペイ戦など予選ラウンドの行方を決めかねない重要な試合に先発を務めた。チームは勝利したが、両試合とも勝利投手にはなれなかった。
2009年の第2回WBC韓国代表にも選ばれた。当初は先発、中継ぎ、抑えと全てに登板する予定だった。1回目の対日本戦では金廣鉉が2回途中8失点でKOされ、チームもコールド負け。自分が日本をねじ伏せたいと思い、その後の日本戦に志願登板した。対日本戦に3度先発を含む4試合に登板して2勝0敗。決勝戦では、日本の粘り強い攻めで毎回走者を出すなど、5回途中で限界投球数である100球近くを費やす苦戦を強いられながらも1失点の好投を見せ、大会防御率0.51の好投で先発投手として表彰選手に選ばれた。
2009年シーズンも、7位と前年同様下位に低迷したチームのエースとして孤軍奮闘した。前年共に先発ローテーションを支えたオクスプリングが故障により退団した中で、チーム内で唯一計算できる投手として荷が重かった一年だった。チーム最多の11勝を挙げたが、前年よりチーム打線の向上が著しかったにもかかわらず、彼が登板するとなぜか打線が沈黙する傾向が見られ、勝利の数が投球の内容にはるか及ばない一年になった。
2010年も手薄な投手陣においてチーム最多の10勝、3年連続2ケタ勝利を挙げたもののチームは6位にとどまった。同年の広州アジア大会では韓国代表の主将を務め、1試合のみの登板だったが精神的支柱として優勝に貢献した。
だが、2011年はひじの故障でトミージョン手術を受け早々と戦線を離脱したため、わずか1勝に終わった。2012年はチーム事情で抑えに転向し、韓国初セーブを含む26セーブを記録した。
第3回WBCの代表候補に選ばれたが、2012年末に肩の手術を受けリハビリに時間を要するため外された。2013年も前年同様抑えを任され、リーグ2位の38セーブを記録した。2014年は2年連続30セーブを記録し、仁川アジア大会韓国代表にも選ばれ、韓国チームのアジア大会2連覇に貢献した。2015年シーズン途中まで抑えを任されたものの、2016年はその座を林廷宇に譲りセーブなしに終わった。
2017年以降は相次ぐ故障で一軍登板がなく、2018年9月19日に現役引退を表明した。同年9月28日、LGの本拠地・蚕室野球場で引退セレモニーが開かれた。

### 現役引退後
2019年より、韓国のスポーツ専門テレビ局KBS Nスポーツの解説委員となった。

## プレースタイル
投球スタイルは、球種の出どころが分かりづらい変則的なスリー・クォーターから、最速151km/hの直球とブレーキの効いた変化球を駆使する。直球中心の組み立てで変化球で緩急をつけつつ低目のコーナーを突き、タイミングを外し打たせて取る丁寧なピッチングが持ち味。主な球種は、ツーシーム、スライダー、カーブ、チェンジアップなど。
牽制も得意であり、左投手独自の素早い牽制であるため、走者は盗塁が仕掛けづらい。

## 人物
- イチローのオリックス・ブルーウェーブ時代からのファンで、背番号51は高校生であった時から、イチローに憧れてつけている背番号である[2]。LGに入団した時は、昔のチームの左腕エースだった李尚勲（イ・サンフン、元中日ドラゴンズ）の47をつけたが、2009年シーズンから自分の好きな51番に変えた。国際大会でも2006 ワールド・ベースボール・クラシックは、金善宇に51番を譲ったが北京オリンピックや第2回ワールド・ベースボール・クラシックは51番をつけた。
- 2009年の2009 ワールド・ベースボール・クラシックの際に韓国メディアから伊藤博文を暗殺した安重根にちなんで奉重根義士というニックネームが付いた[3]。
同じく2009 ワールド・ベースボール・クラシック後のインタビューで対戦しづらかった選手に日本の青木宣親を挙げた。本人曰く「彼は、体は大きくないが、パワーがある。投げるコースがなかった」と答えた。
- 2010年1月15日に韓国で放送されたテレビ番組で、東京で行われた2009 ワールド・ベースボール・クラシック日韓戦の際にイチロー選手が登場するとカメラのフラッシュがあまりにもまぶしかったので、これを審判に話したと明かし、「さらにストライクゾーンを広く取って欲しい」と話したと明かした[4]。

## 詳細情報

### 年度別投手成績
| 年 度     | 球 団     | 登 板 | 先 発 | 完 投 | 完 封 | 無 四 球 | 勝 利 | 敗 戦 | セ 丨 ブ | ホ 丨 ル ド | 勝 率 | 打 者 | 投 球 回 | 被 安 打 | 被 本 塁 打 | 与 四 球 | 敬 遠 | 与 死 球 | 奪 三 振 | 暴 投 | ボ 丨 ク | 失 点 | 自 責 点 | 防 御 率 | W H I P |
| --------- | --------- | ----- | ----- | ----- | ----- | -------- | ----- | ----- | -------- | ----------- | ----- | ----- | -------- | -------- | ----------- | -------- | ----- | -------- | -------- | ----- | -------- | ----- | -------- | -------- | ------- |
| 2002      | ATL       | 1     | 1     | 0     | 0     | 0        | 0     | 1     | 0        | 0           | .000  | 27    | 6.0      | 8        | 0           | 2        | 0     | 0        | 4        | 0     | 0        | 5     | 5        | 7.50     | 1.67    |
| 2003      | ATL       | 44    | 0     | 0     | 0     | 0        | 6     | 2     | 1        | 3           | .750  | 247   | 57.0     | 56       | 8           | 31       | 6     | 2        | 47       | 6     | 1        | 32    | 32       | 5.05     | 1.53    |
| 2004      | CIN       | 3     | 3     | 0     | 0     | 0        | 1     | 1     | 0        | 0           | .500  | 75    | 15.1     | 17       | 3           | 10       | 0     | 0        | 11       | 1     | 0        | 13    | 8        | 4.70     | 1.76    |
| 2007      | LG        | 24    | 22    | 0     | 0     | 0        | 6     | 7     | 0        | 0           | .462  | 498   | 111.2    | 121      | 6           | 53       | 0     | 7        | 56       | 11    | 0        | 71    | 66       | 5.32     | 1.56    |
| 2008      | LG        | 28    | 28    | 0     | 0     | 0        | 11    | 8     | 0        | 0           | .579  | 674   | 186.1    | 153      | 13          | 68       | 0     | 12       | 140      | 6     | 0        | 66    | 55       | 2.66     | 1.19    |
| 2009      | LG        | 26    | 26    | 0     | 0     | 0        | 11    | 12    | 0        | 0           | .478  | 75    | 16.1     | 160      | 13          | 57       | 0     | 14       | 127      | 7     | 0        | 70    | 63       | 3.29     | 1.26    |
| 2010      | LG        | 28    | 28    | 0     | 0     | 0        | 10    | 9     | 0        | 0           | .526  | 752   | 178.1    | 166      | 13          | 69       | 2     | 14       | 130      | 11    | 1        | 74    | 71       | 3.58     | 1.32    |
| 2011      | LG        | 4     | 3     | 0     | 0     | 0        | 1     | 2     | 0        | 0           | .333  | 75    | 16.1     | 13       | 1           | 9        | 0     | 5        | 7        | 0     | 0        | 5     | 5        | 4.96     | 1.35    |
| 2012      | LG        | 40    | 0     | 0     | 0     | 0        | 0     | 1     | 26       | 0           | .000  | 152   | 38       | 26       | 1           | 10       | 0     | 4        | 36       | 1     | 0        | 5     | 5        | 1.18     | 0.95    |
| 2013      | LG        | 55    | 0     | 0     | 0     | 0        | 8     | 1     | 38       | 0           | .889  | 241   | 61       | 44       | 2           | 27       | 3     | 3        | 54       | 3     | 0        | 10    | 9        | 1.33     | 1.16    |
| 2014      | LG        | 50    | 0     | 0     | 0     | 0        | 2     | 4     | 30       | 0           | .333  | 216   | 49.2     | 51       | 2           | 17       | 2     | 4        | 45       | 6     | 0        | 16    | 16       | 2.90     | 1.37    |
| 2015      | LG        | 47    | 2     | 0     | 0     | 0        | 5     | 2     | 15       | 0           | .714  | 223   | 49.1     | 60       | 10          | 23       | 4     | 6        | 39       | 3     | 0        | 28    | 27       | 4.93     | 1.68    |
| 2016      | LG        | 19    | 5     | 0     | 0     | 0        | 1     | 0     | 0        | 2           | 1.000 | 175   | 36.1     | 41       | 4           | 22       | 0     | 2        | 20       | 0     | 0        | 23    | 20       | 4.95     | 1.73    |
| MLB：3年  | MLB：3年  | 48    | 4     | 0     | 0     | 0        | 7     | 4     | 1        | 3           | .636  | 349   | 78.1     | 81       | 11          | 43       | 6     | 2        | 62       | 7     | 1        | 50    | 45       | 5.17     | 1.58    |
| KBO：12年 | KBO：12年 | 321   | 114   | 0     | 0     | 0        | 55    | 46    | 109      | 2           | .545  | 3818  | 899.1    | 835      | 65          | 355      | 11    | 71       | 654      | 48    | 1        | 372   | 341      | 3.41     | 1.32    |

### 背番号
- 30 （2002年）
- 51 （2003年、2009年 - 2018年）
- 31 （2004年）
- 47 （2007年 - 2008年）